# یواس‌اس براونزویل (پی‌اف-۱۰)
یواس‌اس براونزویل (پی‌اف-۱۰) (به انگلیسی: USS Brownsville (PF-10)) یک کشتی بود که طول آن ۳۰۳ فوت ۱۱ اینچ (۹۲٫۶۳ متر) بود. این کشتی در سال ۱۹۴۳ ساخته شد.